# إي من يول
لي مون يول (بالكورية: 이문열) كاتب كوري ولد في عام 1948.

## عن حياته
بعد ان إنشق والده عن الشمال اثناء الحرب الكوريه، عاش لي مون يول مع عائلته بشكل موقت في يونج تشان شمال مقاطعه كيونج سانج، وبعدها استقر في منزل العائلة بمدينه يونج يأنج. تلقي لي مون يول تربيه صارمه عززتها مبادئ وقيم الكنفشوسيه. وكان لانشقاق والده عن الشمال أثر بالغ وممتد علي حياته وعمله. علي الرغم من إضطراره لترك الدراسة في المرحلة الثانوية، إلا أنه تمكن من خوض الامتحان الجامعي في عام 1968 ليلتحق بجامعه سيول الوطنية ويدرس تعليم اللغة الكوريه. وهناك إنضم لي لإحدي الإتحادات الأدبية وبدأ يبلور حلمه في ان يصبح كاتباً. إلا انه بذلك الوقت المشاعر المعاديه للشيوعيه وكثرت الاعتصامات، وكنتيجه لانشقاق والده، إضطر لي ان يتأقلم مع تلك الوصمة ويتعايش مع المراقبة المستمره من الشرطة. لم يتمكن لي من الحفاظ علي موقعه الدراسي، وكان علية ان يحصّل مصروفاته الدراسية، لذا إضطر لترك الجامعة في عام 1970. ومما زاد من حنقه وغضبه علي كوريا الشمالية ووالده علمه بسوء المعاملة التي يتلقاها والده في كوريا الشمالية.
جائت انطلاقه لي في عام 1977 مع اولي أعماله حينما فاز بجائزة جريدة ديجو اليومية الأدبية عن قصته القصيرة هل تعلم نازاريه؟، وبعدها بعامين، حصل علي جائزة ادبيه اخري من جريدة دونجا إيل بو، عن روايته أغنية للجبهه. ولاحقاً في نفس العام اصدر روايه بعنوان ابن رجل. وفي العامين التاليين، اصدر لي الأعمال التالية: مصب النهر، أفضل أيام الشباب، ذلك الشتاء، صوره لايام الشباب، أغنية حب لنهر النسيان في 1983.
تناول لي من خلال أعماله الأدبية الاولي موضوعات حازت علي إعجاب كبير من جمهور الشباب، حيث ناقش التأزم وصعوبه الاختيار في آلحياه كما ناقش الام الحب الرومانسي. وفي إطار نفس الموضوعات كتب روايته الساقط لديه اجنحه في عام 1988 وقد حازت علي نفس الإعجاب والشعبية لدي جمهور القرّاء.
و في فئه اخري من الأعمال الأدبية قدم مجموعه من القصص القصيرة من بينها الثور البري وخنزير فيلو، بطلنا المشوه وكاليبا تاكالا اما في المجال الروائي فكان له الأعمال التالية حتي نكون سعداء وهتاف للإمبراطور! إضافة إلي عصرالابطال. يركز لي في كتاباته علي التاريخ، إضافة إلي المواضيع التي تناقش لعبه السياسية والسلطة. مٌركزاً علي المشكلات الاجتماعية وسو ء استخدام السُلطه، وتلك القصص الواقعية تفتح النار منتقدة الاوصاع اللامعقوله في المجتمع، وتسخر وتشجب النظم الاشتراكية والديموقراطيه التي غالبا ما تتأرجح متأثرة بسذاجه العامة والدهماء .
لم يتوان لي مون يول عن النقد المباشر لواقع واحوال المجتمع الكوري السياسية والإجنماعيه، فقد بدا العمل كمعلق سياسي لتيار اليمين في الحزب المحافظ في عام 1990. الإخنيار وانشودة سليمان تعكسان توقعاته حول ادوار الجنسين وإعدام المثليين في نقد صريح لسياسيه التيار اليساري .
كما حظي لي بشعبيه كبيرة من خلال معالجاته الحديثة للاحداث التاريخية والدراما. وقد انهي روايته الملحميه التغيير ذات الإثني عشر مجلد التي تتناول الاحداث من عام 1950 وصولاً للحركه الإصلاحيه في عام 1972، كما قام بإعاده تفسير وترجمه الكلاسيكيات الآسيويه لجمهور العصر الحديث، مثل رومانسيه الممالك الثلاث وسوهوجي. إضافة إلي مسرحيته صيد الثعلب (1994) والتي تحولت فيما بعد إلي عمل مسرحي غنائي بعنوان الإمبراطورة ميونج سونج، وعرضت في عدد من المدن الرئيسية مثل لندن ونيويورك. وفي عام 1985 اسس لي مركز بواك الادبي بمدينه إيتشون بمقاطعه كيونجي، وترأس إداره المركزمنذ ذلك الحين، بينما يقوم أحياناً بتدريس وتدريب الطلبة.
يعد لي أحد ابرز الشخصيات الأدبية الجدليه في كوريا. مواقفه السياسية المحافظة إضافة إلي صراحته الشديدة في التعبير عن آراءه لاقت انتقاداً شديداً من العديد من المثقفين وعضوات الحركات النسائيه من المنتمين للتيار اليساري، وعلي الرغم من ذلك فلا خلاف علي شهرته بتربعه علي قمه الكتاب ذوي التأثير في كوريا.تم ترجمه أعماله لخمس عشره لغه نشرت في أكثر من عشرين دولة حول العالم.

## جوائز[3]
- جائزة كاتب اليوم عن روايته ابن رجل- 1979
- جائزة دونجين للادب عن روايه طائر العنقاء الذهبي- 1982
- جائزة الدولة التقديريه للادب عن روايه هتاف للإمبراطور!- 1983
- جائزة الثقافية الكبري المقدمة من جونج آنج عن روايه عصر الابطال- 1984
- جائزة لي سانج الأدبية عن روايه بطلنا المشوه
- جائزة هيونداي الأدبية عن روايه الشاعر واللص -1992
- جائزة القرن الحادي والعشرين الأدبية عن روايه الليلة السابقة- 1998

## أعماله
- مجموعة ابن رجل 1979
- صور من الشباب 1981
- مجموعة روايات لي مون يول: الجزء من 1~6 (1994~2001)
- روايات عصر الابطال: الجزء من 1~2 (1984)
- من يسقط لديه اجنحه (1988)
- حتي نسعد (1989)
- الشاعر (1991)
- صيحه للإمبراطور!: الجزء من 1~2 (2000)
- التغيير: الجزء من 1~2 (1989~1998)
- المجموعة المسرحية صيد الثعلب (1995)
- مجموعة المقالات بعنوان التامل (1991)
- اوقاتنا المتنافرة (1992)
- إعاده شرح بعض الأعمال الاسيويه مثل رومانسيه الممالك الثلاث (1988)
- سوهوجي (1991)

## روابط خارجية
- إي من يول على موقع IMDb (الإنجليزية)
- إي من يول على موقع الموسوعة البريطانية (الإنجليزية)